# NGC 6027
| Seyferts Sextett / NGC 6027                                        | Seyferts Sextett / NGC 6027                                                                                  |
| ------------------------------------------------------------------ | --- |
|                                                                    | |
| Seyferts Sextett, aufgenommen vom Hubble-Weltraumteleskop          | |
| Sternbild                                                          | Schlange |
| Position Epoche: J2000.0 Äquinoktium: J2000.0                      | |
| Rektaszension                                                      | 15h 59,2m |
| Deklination                                                        | +20° 45.5′ 0″                                                                                                |
| Erscheinungsbild                                                   | |
| Scheinbare Helligkeit (visuell)                                    | 13,4 mag |
| Winkelausdehnung                                                   | 1,9' |
| Anzahl Galaxien                                                    | 4 |
| Hellstes Mitglied                                                  | PGC 56575 |
| Physikalische Daten                                                | |
| Rotverschiebung                                                    | +0,0145 |
| Radialgeschwindigkeit                                              | +4350 km/s                                                                                                   |
| Entfernung                                                         | ca. 190 Mio. Lichtjahre                                                                                      |
| Geschichte                                                         | |
| Entdeckung                                                         | als nebliges Objekt: Édouard Jean-Marie Stephan, 20. März 1882 als Galaxiengruppe: Carl Keenan Seyfert, 1951 |
| Katalogbezeichnungen                                               | |
| HCG 79 • NGC 6027 • UGC 10116 • CGCG 137-010 • VV 115 • VII Zw 631 | |

Seyferts Sextett, als HCG 79 und NGC 6027 katalogisiert, ist eine kompakte Gruppe von Galaxien, welche sich im Kopf des Sternbilds Schlange befindet. Die Gruppe scheint aus sechs einzelnen Galaxien zu bestehen, was ihr auch ihren Namen gab, aber bei genauerem Hinschauen zeigt sich, dass sie nur aus vier Galaxien besteht. Die fünfte ist so weit von den anderen entfernt, dass sie in der Interaktion der Galaxien untereinander keine Rolle spielt, und die sechste vermutete Galaxie ist in Wirklichkeit ein Sternhaufen, der sich durch die Anziehungskraft einer Galaxie von einer anderen entfernt hat.
190 Millionen Lichtjahre von der Erde entfernt, halten sich die vier Galaxien durch die gegenseitig wirkenden Gravitationskräfte auf einem Raum von 100.000 Lichtjahren Durchmesser zusammen. Dies entspricht etwa der Größe unserer Milchstraße und macht sie zu einer der dichtesten bekannten Galaxiengruppen. Wissenschaftler vermuten, dass diese Gravitationskräfte die Gruppe noch mehrere hundert Millionen Jahre zusammenhalten werden und dass die Gruppe sich dann zu einer einzigen, riesigen elliptischen Galaxie vereinigen könnte.
Ursprünglich wurde die Galaxiengruppe am 20. März 1882 von dem französischen Astronomen Édouard Jean-Marie Stephan entdeckt und später von Johan Ludvig Emil Dreyer als Nummer 6027 in seinen New General Catalogue of Nebulae and Clusters of Stars aufgenommen. Erst im Jahr 1951 entdeckte der amerikanische Astronom Carl Keenan Seyfert, dass es sich bei NGC 6027 um insgesamt sechs verschiedene Objekte handelt. 1960 wurde diese Galaxiengruppe, nach seinem Tode, nach ihm benannt.

## Galaxien in NGC 6027 (Seyferts Sextett)
| PGC   | NGC (Seyfert) | NGC (RC3) | HCG  | NGC   | Rektasz.         | Deklination      | Winkelausd. (Bogenmin.) | ScheinHell. (mag) | Rez.-Geschw. | Rez.-Geschw. | Typ          |
| PGC   | NGC (Seyfert) | NGC (RC3) | HCG  | NGC   | Äquinoktium 2000 | Äquinoktium 2000 | Winkelausd. (Bogenmin.) | ScheinHell. (mag) | NED          | NOAO         | Typ          |
| ----- | ------------- | --------- | ---- | ----- | ---------------- | ---------------- | ----------------------- | ----------------- | ------------ | ------------ | ------------ |
| 56584 | 6027b         | 6027      | 79c  | 6027B | 15:59:10.8       | +20:45:43        | 0,4×0,2                 | 15,31             | 04053        | 04413        | Sa pec       |
| 56576 | 6027a         | 6027A     | 79a  | 6027A | 15:59:11.1       | +20:45:16        | 0,5×0,4                 | 14,98             | 04237        | 04197        | Sa pec       |
| 56578 | 6027c         | 6027C     | 79d  | 6027  | 15:59:11.8       | +20:44:49        | 0,9×0,2                 | 16,75             | 04620        | 04482        | SB(s?)c pec  |
| 56575 | 6027          | 6027E     | 79b  | 6027E | 15:59:12.5       | +20:45:48        | 0,4×0,2                 | 14,7              | 04447        | 04095        | S0 pec       |
| 56580 | 6027d         | 6027D     | 79e  | 6027D | 15:59:12.9       | +20:45:35        | 0,2×0,2                 | 16,47             | 19809        | 19813        | SB(s)bc: pec |
| 56579 | 6027e         | 6027B     | 79b1 | 6027C | 15:59:14.5       | +20:45:57        | 0,8×0,4                 | 16,7              | 04095        | 04017        | SB:0?        |